# Intorno
In analisi matematica e in topologia, un insieme è detto intorno di un punto se contiene un insieme aperto contenente il punto. Un intorno di un punto {\displaystyle x} senza il punto {\displaystyle x} si dice intorno bucato o anulare.
Si tratta di un concetto fondamentale che è alla base delle nozioni di funzione continua e limite. Un intorno di un punto {\displaystyle x} è intuitivamente un insieme di punti "vicini" al punto {\displaystyle x.} Ogni intorno individua un insieme differente di vicini. Spesso per tradurre in linguaggio matematico l'idea che una proprietà debba essere verificata per punti che sono arbitrariamente vicini a {\displaystyle x} si dice che vale "per ogni intorno di {\displaystyle x}".
Il concetto di intorno è strettamente connesso al concetto di insieme aperto.

## Spazi topologici
In un generico spazio topologico {\displaystyle (X,T)}, un intorno di un punto {\displaystyle x} è un insieme {\displaystyle V} che contiene almeno un insieme aperto {\displaystyle U\in T} contenente {\displaystyle x}, cioè {\displaystyle x\in U\subseteq V}, che è l'abbreviazione di {\displaystyle x\in U} e {\displaystyle U\subseteq V.}
L'insieme {\displaystyle V} non è necessariamente un insieme aperto o un insieme chiuso. Nel caso in cui {\displaystyle V} sia aperto, si parla di intorno aperto, invece quando {\displaystyle V} è chiuso viene definito intorno chiuso.

### Intorni sferici
Nel caso di uno spazio metrico {\displaystyle (X,d)} si possono considerare intorni caratterizzati da richieste sulla distanza. In particolare risulta utile considerare l'intorno sferico (o circolare) aperto di un punto {\displaystyle x} in {\displaystyle X} di raggio {\displaystyle r>0} definito come l'insieme:
{\displaystyle B(x,r)=\{y\in X\ :\ d(y,x)<r\}.}
L'insieme in questione viene detto anche palla aperta, o disco aperto, di centro {\displaystyle x} e raggio {\displaystyle r>0} (per avere un disco chiuso basta sostituire al simbolo {\displaystyle <} il simbolo  {\displaystyle \leq }  nella definizione di {\displaystyle B(x,r)}. Se si indica con {\displaystyle {\overline {S}}} la chiusura di un insieme {\displaystyle S,} allora è coerente indicare con {\displaystyle {\overline {B}}(x,r)} il disco chiuso di centro {\displaystyle x} e raggio {\displaystyle r}). 
Un esempio è l'intorno di raggio {\displaystyle r} quando si considera {\displaystyle X=\mathbb {R} }, che risulta poi essere un intervallo contenente {\displaystyle x} del tipo {\displaystyle ]x-r,x+r[}, o {\displaystyle [x-r,x+r]}, ovvero, aperto o chiuso, a seconda che, rispettivamente, {\displaystyle B(x,r)} sia aperto o chiuso in {\displaystyle \mathbb {R} }.
I dischi aperti tornano molto utili nell'Analisi e nella Topologia per diversi motivi. Innanzitutto, è possibile definire l'intorno di un punto {\displaystyle x\in X} come un qualunque sottoinsieme {\displaystyle U} di {\displaystyle X} tale che esista un {\displaystyle r>0} in corrispondenza del quale {\displaystyle B(x,r)\subseteq U.} Così facendo, tra l'altro, discende naturalmente che lo stesso disco aperto è un intorno del suo centro. In secondo luogo, un qualsiasi disco aperto (ma anche chiuso) definito in uno spazio metrico derivante da uno spazio normato (cioè uno spazio normato visto come spazio metrico, dove la metrica è quella indotta dalla norma), è convesso. Sia infatti {\displaystyle (X,||\ ||)} uno spazio normato, {\displaystyle x\in X} e {\displaystyle r>0}. Se {\displaystyle y,z\in B(x,r)}, e {\displaystyle \gamma :[0,1]\rightarrow X} è la curva {\displaystyle \gamma (t)=(1-t)y+tz}, allora, posto {\displaystyle \xi =\xi (t)=\gamma (t)}, si ha
{\displaystyle d(\xi ,x)=||\xi -x||=||(1-t)y+tz-(1-t)x-tx||\leq |1-t|||y-x||+|t|||z-x||,}
e quindi, tenendo conto che per ogni {\displaystyle t\in [0,1]} risulta {\displaystyle |1-t|+|t|=1}, si ha
{\displaystyle d(\xi ,x)\leq |1-t|||y-x||+|t|||z-x||<r(|1-t|+|t|)=r,}
qualunque sia {\displaystyle \xi \in \gamma ([0,1])}. Ne segue che {\displaystyle B(x,r)} è convesso. Da quanto abbiamo appena dimostrato discende che {\displaystyle B(x,r)} è semplicemente connesso.

### Base di intorni
Una base di intorni (o anche sistema di intorni) è un insieme di intorni di un punto fissato {\displaystyle x} "arbitrariamente piccoli": una base di intorni identifica la "struttura topologica locale" del punto.
Più precisamente, una base di intorni è un insieme di intorni tale che qualsiasi intorno aperto di {\displaystyle x} contiene uno di questi intorni.
Una base di intorni è utile a definire le proprietà locali di un punto, come ad esempio la connessione locale.

## Spazio euclideo
Il concetto di intorno può essere analizzato in particolare adottando un generico spazio euclideo {\displaystyle \mathbb {R} ^{n}} di dimensione {\displaystyle n}. Nello spazio euclideo, come da definizione, un intorno di {\displaystyle x_{0}} è sempre un insieme contenente un insieme aperto {\displaystyle U}, contenente a sua volta {\displaystyle x_{0}}. In particolare:
- Un intorno sferico aperto di raggio {\displaystyle r} è l'insieme

{\displaystyle \{x\in \mathbb {R} ^{n}\ |\ d(x,x_{0})<r\}}
dove si fa uso della distanza euclidea.
- Un intorno rettangolare è un intorno del tipo

{\displaystyle I_{1}\times \ldots \times I_{n}}
dove ciascun {\displaystyle I_{i}} è un intervallo in {\displaystyle \mathbb {R} }, intorno della coordinata {\displaystyle i}-esima di {\displaystyle x_{0}}.

## Retta reale
Dal generico spazio euclideo è possibile ridursi al caso più particolare della retta reale. Un intorno di un punto {\displaystyle x_{0}} della retta reale {\displaystyle \mathbb {R} } è un insieme della retta che contiene un intervallo aperto del tipo
{\displaystyle (x_{0}-\varepsilon ,x_{0}+\varepsilon )}
dove {\displaystyle \varepsilon >0} è un numero positivo. In particolare:
- L'intorno è aperto se è un insieme aperto
- L'intorno aperto di raggio {\displaystyle r} è l'intervallo aperto {\displaystyle (x_{0}-r,x_{0}+r)}.

Un intorno non è necessariamente aperto. Ad esempio, l'intervallo {\displaystyle [x_{0}-r,x_{0}+r]} con {\displaystyle r>0} è un intorno chiuso di {\displaystyle x_{0}}.
La definizione di intorno si estende anche alla retta estesa: un intorno di {\displaystyle +\infty } è un insieme che contiene un intervallo aperto della forma {\displaystyle (M,+\infty )}, per qualche {\displaystyle M} reale. Analogamente un intorno di {\displaystyle -\infty } è un insieme contenente {\displaystyle (-\infty ,M)}.